# جیمز شیا
جیمز شیا (انگلیسی: James Shea؛ زادهٔ ۱۶ ژوئن ۱۹۹۱) بازیکن فوتبال اهل بریتانیا است.
از باشگاه‌هایی که در آن بازی کرده‌است می‌توان به باشگاه فوتبال آرسنال، باشگاه فوتبال ساوت‌همپتون، باشگاه فوتبال داگنم و ردبریج، باشگاه فوتبال نیدهام مارکت، باشگاه فوتبال هارو بورو، و باشگاه فوتبال ای‌اف‌سی ویمبلدون اشاره کرد.